# Bigla Cycling Team 2009
Questa voce raccoglie le informazioni riguardanti la Bigla Cycling Team nelle competizioni ufficiali della stagione 2009.

## Stagione
La squadra ciclistica svizzera Bigla Cycling Team ha partecipato, nella stagione 2009, alla UCI Women's Road World Cup, senza ottenere alcuna vittoria, ed ha chiuso all'ottavo posto nella classifica a squadre.

## Organico 2009

### Staff tecnico
GM=General manager; DS=Direttore sportivo.
|  | Naz.                | Ruolo | Sportivo        |  |  |  |
|  | ------------------- | ----- | --------------- |  |  |  |
|  | Svizzera (bandiera) | GM    | Fritz Bösch     |  |  |  |
|  | Germania (bandiera) | DS    | Andreas Zaugg   |  |  |  |
|  | Svizzera (bandiera) | DS    | Emil Zimmermann |  |  |  |
|  | Svizzera (bandiera) | DS    | Felice Puttini  |  |  |  |

### Rosa
|  | Naz.                  |  | Sportivo               | Anno |  |  |
|  | --------------------- |  | ---------------------- | ---- |  |  |
|  | Svezia (bandiera)     |  | Veronica Andréasson    | 1981 |  |  |
|  | Svizzera (bandiera)   |  | Nicole Brändli         | 1979 |  |  |
|  | Italia (bandiera)     |  | Noemi Cantele          | 1981 |  |  |
|  | Austria (bandiera)    |  | Andrea Graus           | 1979 |  |  |
|  | Svizzera (bandiera)   |  | Mirjam Hauser-Senn     | 1980 |  |  |
|  | Svizzera (bandiera)   |  | Jennifer Hohl          | 1986 |  |  |
|  | Svezia (bandiera)     |  | Monica Holler          | 1984 |  |  |
|  | Svizzera (bandiera)   |  | Bettina Kuhn           | 1982 |  |  |
|  | Svizzera (bandiera)   |  | Andrea Thürig          | 1978 |  |  |
|  | Svizzera (bandiera)   |  | Karin Thürig           | 1972 |  |  |
|  | Svizzera (bandiera)   |  | Sereina Trachsel       | 1981 |  |  |
|  | Svizzera (bandiera)   |  | Jessica Uebelhart      | 1990 |  |  |
|  | Lituania (bandiera)   |  | Modesta Vžesniauskaitė | 1983 |  |  |
|  | Kazakistan (bandiera) |  | Zulfia Zabirova        | 1973 |  |  |

## Palmarès

### Corse a tappe
- Giro della Toscana Femminile-Memorial Michela Fanini

1ª tappa (Cronosquadre: Nicole Brändli, Noemi Cantele, Jennifer Hohl, Monica Holler, Bettina Khun, Modesta Vžesniauskaitė)
- Giro d'Italia

5ª tappa (Noemi Cantele)
- Trophée d'Or Féminin

1ª tappa (Monica Holler)

### Corse in linea
- Grand Prix Raiffeisen (Nicole Brändli)
- Durango-Durango Emakumeen Saria (Noemi Cantele)
- Giornata Rosa di Nove (Noemi Cantele)
- Giro del Lago Maggiore-GP Knorr (Noemi Cantele)
- Züri Metzgete (Jennifer Hohl)
- Memorial Davide Fardelli (Karin Thürig)
- Grand Prix de Chambéry le Vieux (Modesta Vžesniauskaitė)

### Campionati nazionali
- Campionato italiano: 1

Cronometro: 2009 (Noemi Cantele)
- Campionato svizzero: 3

In linea: 2009 (Jennifer Hohl)
Cronometro: 2009 (Karin Thürig)

## Classifiche

### UCI Women's World Cup
Individuale
Piazzamenti delle atlete della Bigla Cycling Team  nella classifica individuale dell'UCI Women's World Cup 2009.
| Pos. | Ciclista               | Punti |
| ---- | ---------------------- | ----- |
| 17   | Noemi Cantele          | 71    |
| 26   | Monica Holler          | 48    |
| 46   | Nicole Brändli         | 20    |
| 55   | Karin Thürig           | 15    |
| 67   | Modesta Vžesniauskaitė | 12    |
| 123  | Jennifer Hohl          | 2     |

Squadra
La Bigla Cycling Team ha chiuso in ottava posizione con 168 punti.